# Улица Льва Толстого (Барнаул)
У́лица Льва Толсто́го — одна из старейших улиц Барнаула.
Улица находится в Центральном районе города в его исторической части. Начинается у улицы Промышленной и проходит в юго-западном направлении до Социалистического проспекта. Протяжённость — 0,9 км. Ширина — от 4 до 8 метров.
Своё современное название улица получила в честь писателя Льва Николаевича Толстого, а до 1910 года, когда произошло это переименование, улица носила название Большой Тобольской.

## История
Улица появилась практически сразу после основания города в 1730—1740-х годах. Здесь располагались жилые дома, усадьбы и лавки купцов, сначала деревянные, а позднее из кирпича. В конце XVIII века на пересечении с Богородицким переулком (ныне проспект Ленина) была построена Богородице-Одигитриевская церковь.
К середине XIX века в районе Большой Тобольской улицы сложился торговый центр Барнаула, кроме купеческих лавок, рядом появилась базарная площадь, которая сохранилась до сих пор. В начале XX века на пересечении с современным проспектом Ленина находилось здание, где располагалась Городская дума, а выше по улице — окружной суд. Пожар 1917 года уничтожил большинство строений, однако позднее часть зданий удалось восстановить.
Сегодня на улице Льва Толстого находится Государственный музей истории литературы, искусства и культуры Алтая, муниципальный музей истории Барнаула «Город», а также комитеты мэрии Барнаула по культуре, транспорту, дорогам и благоустройству, Алтайский краевой наркологический диспансер, торговые центры — «1000 мелочей», «Старый базар» и др.

## Памятники архитектуры и истории

### Памятники краевого значения

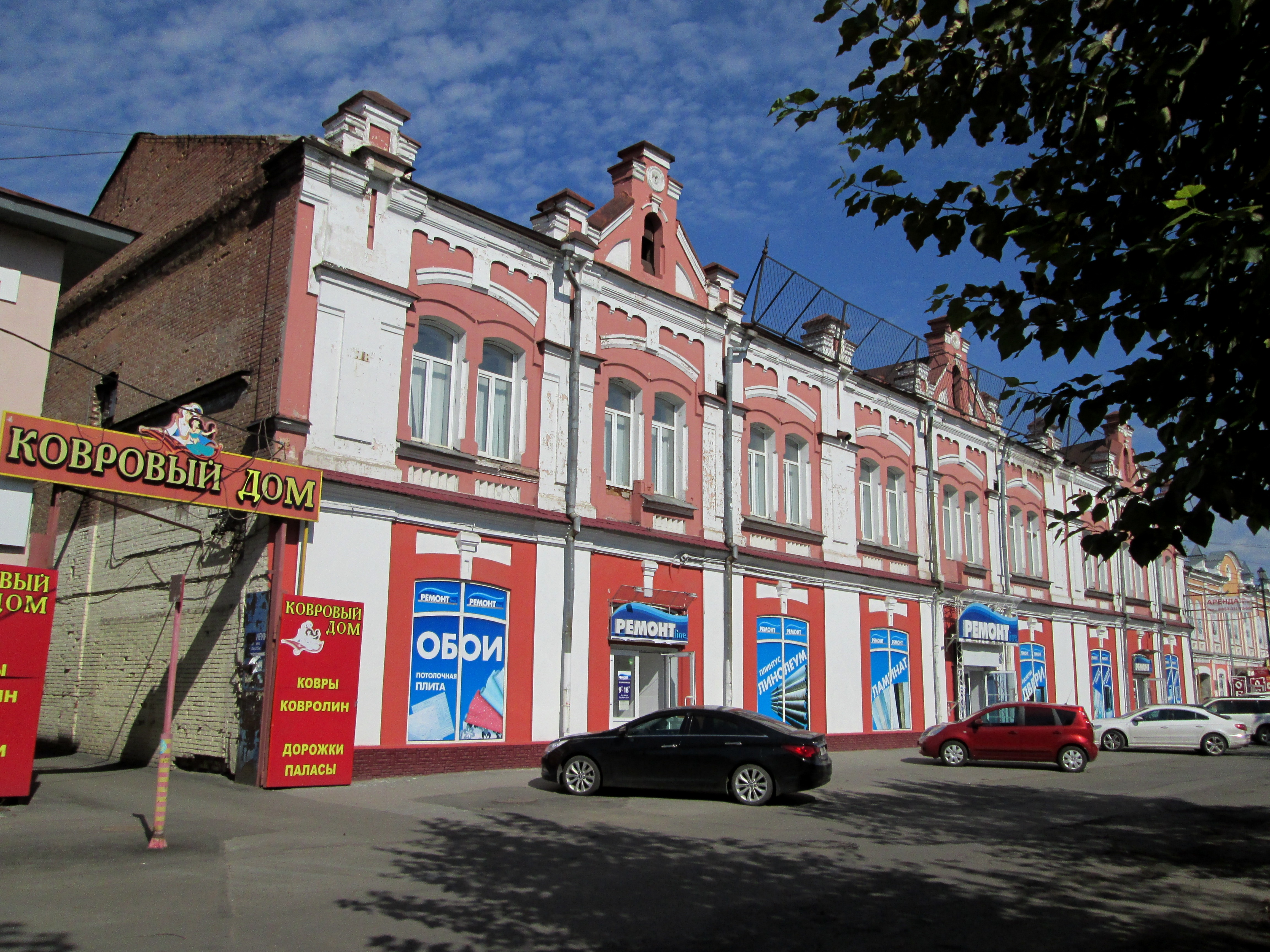
Здание магазина Второва

- д. 32 — Магазин А. Ф. Второва (середина XIX века)
- д. 2 — Здание окружного суда (конец XIX века)
- Здание Городской думы (1906—1914), архитектор И. Ф. Носович — пересечение с проспектом Ленина

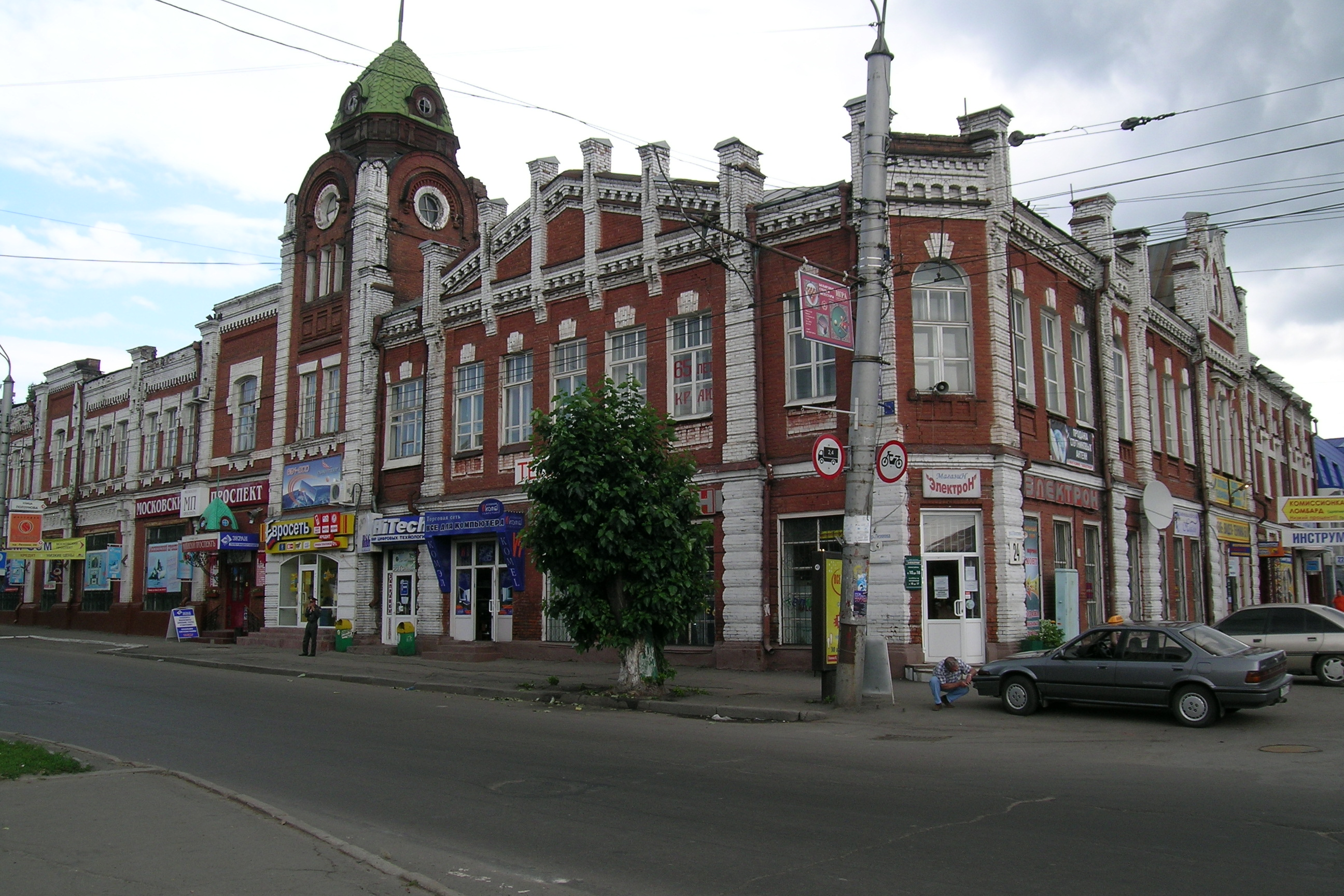
Здание Городской думы

### Прочие памятники
- Дом Богородице-Одигитриевской церкви (вторая половина XIX века) — ул. Льва Толстого, 15.
- Магазин (1900-е годы) — ул. Льва Толстого, 21.
- Жилые дома (начало XX века) — ул. Льва Толстого, 23, 33.
- Аптекарский магазин (1893) — ул. Льва Толстого, 28.
- Магазин «Дешёвка» (начало XX века) — ул. Льва Толстого, 30.
- Торговый дом Сухова (начало XX века) — ул. Льва Толстого, 31.
- Торговый комплекс купца А. Г. Морозова — магазин «Мануфактурные товары» (1873) и магазин купца Морозова (середина XIX века) — ул. Льва Толстого, 36, 38.
- Бюст Е. М. Мамонтова (1982), архитектор Г. Г. Протопопов, скульптор К. Г. Чумичев — пересечение с проспектом Ленина.